# Алексієнко Олександр Анатолійович
Олександр Анатолійович Алексієнко (нар. 6 жовтня 1981, Чернігів, УРСР — пом. 23 квітня 2014, Чернігів, Україна) — український футболіст та футзаліст, нападник.

## Життєпис
Олександр Алексієнко — уродженець Чернігова. Навчався в місцевій школі № 19. Закінчив радіо-механічний технікум. З 2002 по 2006 рік був студентом Чернігівського державного інституту права, соціальних технологій та праці, де навчався за спеціальністю менеджмент. З першого класу захопився футболом. З початку 1990-х протягом 5-6 років грав у дитячій школі «Полісся» з Добрянки. Професіональну кар'єру розпочав 1999 року в «Десні», проте вже через рік перейшов у футзал, виступав за «Енергію» з Чернігова. З 2005 по 2006 рік грав за футбольний «Енергію» з Южноукраїнська, після чого перебрався до Польщі, граючи за «Спартакус» з містечка Шароволя в регіональній лізі Замостя. Після повернення до України, знову повернувся в футзал, разом з ПФС з Севастополя вийшов в Екстра-Ліги, в якій виступав протягом року, завершував кар'єру в «Буран-Ресурсі».

## Смерть
23 квітня 2014 року в обідню пору Алексієнко після перестрілки отримав поранення в ногу з вогнепальної зброї в центрі Чернігова, на вулиці Київській, поряд з будинком, в якому він проживав. Він встиг добігти до своєї машини «Volkswagen Passat» та сісти в неї, але не встиг зачинити дверцята. У той же день Олександр помер від крововтрати на операційному столі в третій міській лікарні. 27 квітня 2015 року в Деснянському районному суді Чернігова 40-річний Гіоргія Денегу, якого підозрюють у вбивстві Олександра, засудили за частиною 1 статті 115 «Умисне вбивство» Кримінального кодексу України на 15 років в'язниці тисяч 300 тисяч гривень моральної компенсації.